# Acantholimon koeycegizicum
Acantholimon koeycegizicum är en triftväxtart som beskrevs av Doan och Akaydn. Acantholimon koeycegizicum ingår i släktet Acantholimon och familjen triftväxter. Inga underarter finns listade i Catalogue of Life.